# 2010-es Superbike spanyol nagydíj
A spanyol nagydíj volt a 2010-es Superbike-világbajnokság harmadik versenye. A futamot Valenciában rendezték április 9. és 11. között.

## Végeredmény

### Superbike, első verseny
| Poz.                                     | #   | Versenyző         | Motor               | Körök | Idő/Kiesés oka | Rajtrács | Pont |
| ---------------------------------------- | --- | ----------------- | ------------------- | ----- | -------------- | -------- | ---- |
| 1                                        | 91  | Leon Haslam       | Suzuki GSX-R1000    | 23    | 36:47.723      | 4        | 25   |
| 2                                        | 3   | Max Biaggi        | Aprilia RSV4 1000 F | 23    | +1.757         | 3        | 20   |
| 3                                        | 52  | James Toseland    | Yamaha YZF-R1       | 23    | +3.621         | 9        | 16   |
| 4                                        | 11  | Troy Corser       | BMW S1000RR         | 23    | +4.209         | 5        | 13   |
| 5                                        | 41  | Haga Norijuki     | Ducati 1098R        | 23    | +4.378         | 11       | 11   |
| 6                                        | 65  | Jonathan Rea      | Honda CBR1000RR     | 23    | +9.834         | 7        | 10   |
| 7                                        | 35  | Cal Crutchlow     | Yamaha YZF-R1       | 23    | +10.466        | 1        | 9    |
| 8                                        | 57  | Lorenzo Lanzi     | Ducati 1098R        | 23    | +16.080        | 8        | 8    |
| 9                                        | 50  | Sylvain Guintoli  | Suzuki GSX-R1000    | 23    | +18.382        | 6        | 7    |
| 10                                       | 96  | Jakub Smrž        | Ducati 1098R        | 23    | +18.589        | 14       | 6    |
| 11                                       | 66  | Tom Sykes         | Kawasaki ZX-10R     | 23    | +22.903        | 18       | 5    |
| 12                                       | 111 | Rubén Xaus        | BMW S1000RR         | 23    | +25.203        | 17       | 4    |
| 13                                       | 76  | Max Neukirchner   | Honda CBR1000RR     | 23    | +25.676        | 16       | 3    |
| 14                                       | 99  | Luca Scassa       | Ducati 1098R        | 23    | +26.606        | 15       | 2    |
| 15                                       | 88  | Andrew Pitt       | BMW S1000RR         | 23    | +43.797        | 19       | 1    |
| 16                                       | 95  | Roger Lee Hayden  | Kawasaki ZX-10R     | 23    | +48.094        | 22       |      |
| 17                                       | 15  | Matteo Baiocco    | Kawasaki ZX-10R     | 23    | +48.190        | 21       |      |
| 18                                       | 17  | Simon Andrews     | Kawasaki ZX-10R     | 23    | +52.863        | 23       |      |
| Ret                                      | 31  | Vittorio Iannuzzo | Honda CBR1000RR     | 12    | Baleset        | 24       |      |
| Ret                                      | 2   | Leon Camier       | Aprilia RSV4 1000 F | 7     | Baleset        | 13       |      |
| Ret                                      | 84  | Michel Fabrizio   | Ducati 1098R        | 5     | Baleset        | 10       |      |
| Ret                                      | 67  | Shane Byrne       | Ducati 1098R        | 5     | Baleset        | 12       |      |
| Ret                                      | 7   | Carlos Checa      | Ducati 1098R        | 2     | Műszaki hiba   | 2        |      |
| Ret                                      | 123 | Roland Resch      | BMW S1000RR         | 2     | Műszaki hiba   | 25       |      |
| DNS                                      | 32  | Sheridan Morais   | Honda CBR1000RR     |       | Nem indult     | 20       |      |
| Hivatalos Superbike első versenyjelentés |     |                   |                     |       |                |          |      |

### Superbike, második verseny
| Poz.                                        | #   | Versenyző         | Motor               | Körök | Idő/Kiesés oka             | Rajtrács | Pont |
| ------------------------------------------- | --- | ----------------- | ------------------- | ----- | -------------------------- | -------- | ---- |
| 1                                           | 41  | Haga Norijuki     | Ducati 1098R        | 23    | 36:51.500                  | 11       | 25   |
| 2                                           | 7   | Carlos Checa      | Ducati 1098R        | 23    | +0.025                     | 2        | 20   |
| 3                                           | 3   | Max Biaggi        | Aprilia RSV4 1000 F | 23    | +0.299                     | 3        | 16   |
| 4                                           | 91  | Leon Haslam       | Suzuki GSX-R1000    | 23    | +10.100                    | 4        | 13   |
| 5                                           | 65  | Jonathan Rea      | Honda CBR1000RR     | 23    | +12.811                    | 7        | 11   |
| 6                                           | 50  | Sylvain Guintoli  | Suzuki GSX-R1000    | 23    | +13.459                    | 6        | 10   |
| 7                                           | 52  | James Toseland    | Yamaha YZF-R1       | 23    | +14.845                    | 9        | 9    |
| 8                                           | 67  | Shane Byrne       | Ducati 1098R        | 23    | +14.861                    | 12       | 8    |
| 9                                           | 35  | Cal Crutchlow     | Yamaha YZF-R1       | 23    | +15.202                    | 1        | 7    |
| 10                                          | 96  | Jakub Smrž        | Ducati 1098R        | 23    | +18.071                    | 14       | 6    |
| 11                                          | 111 | Rubén Xaus        | BMW S1000RR         | 23    | +25.179                    | 17       | 5    |
| 12                                          | 11  | Troy Corser       | BMW S1000RR         | 23    | +26.116                    | 5        | 4    |
| 13                                          | 57  | Lorenzo Lanzi     | Ducati 1098R        | 23    | +30.189                    | 8        | 3    |
| 14                                          | 99  | Luca Scassa       | Ducati 1098R        | 23    | +30.387                    | 15       | 2    |
| 15                                          | 66  | Tom Sykes         | Kawasaki ZX-10R     | 23    | +35.741                    | 18       | 1    |
| 16                                          | 88  | Andrew Pitt       | BMW S1000RR         | 23    | +43.244                    | 19       |      |
| 17                                          | 76  | Max Neukirchner   | Honda CBR1000RR     | 23    | +43.540                    | 16       |      |
| 18                                          | 123 | Roland Resch      | BMW S1000RR         | 23    | +47.145                    | 25       |      |
| 19                                          | 95  | Roger Lee Hayden  | Kawasaki ZX-10R     | 23    | +48.502                    | 22       |      |
| 20                                          | 15  | Matteo Baiocco    | Kawasaki ZX-10R     | 23    | +51.838                    | 21       |      |
| Ret                                         | 84  | Michel Fabrizio   | Ducati 1098R        | 15    | Kicsúszás                  | 10       |      |
| Ret                                         | 2   | Leon Camier       | Aprilia RSV4 1000 F | 12    | Baleset                    | 13       |      |
| Ret                                         | 17  | Simon Andrews     | Kawasaki ZX-10R     | 3     | Baleset                    | 23       |      |
| Ret                                         | 31  | Vittorio Iannuzzo | Honda CBR1000RR     | 3     | Az újraindítás után indult | 24       |      |
| DNS                                         | 32  | Sheridan Morais   | Honda CBR1000RR     |       | Nem indult                 | 20       |      |
| Hivatalos Superbike második versenyjelentés |     |                   |                     |       |                            |          |      |

### Supersport
| Poz.                                 | #   | Versenyző          | Motor               | Körök | Idő/Kiesés oka | Rajtrács | Pont |
| ------------------------------------ | --- | ------------------ | ------------------- | ----- | -------------- | -------- | ---- |
| 1                                    | 26  | Joan Lascorz       | Kawasaki ZX-6R      | 23    | 37:32.610      | 2        | 25   |
| 2                                    | 54  | Kenan Sofuoğlu     | Honda CBR600RR      | 23    | +3.193         | 3        | 20   |
| 3                                    | 7   | Chaz Davies        | Triumph Daytona 675 | 23    | +5.417         | 6        | 16   |
| 4                                    | 25  | David Salom        | Triumph Daytona 675 | 23    | +8.317         | 5        | 13   |
| 5                                    | 50  | Eugene Laverty     | Honda CBR600RR      | 23    | +10.757        | 1        | 11   |
| 6                                    | 4   | Gino Rea           | Honda CBR600RR      | 23    | +38.866        | 12       | 10   |
| 7                                    | 14  | Matthieu Lagrive   | Triumph Daytona 675 | 23    | +38.926        | 13       | 9    |
| 8                                    | 5   | Alexander Lundh    | Honda CBR600RR      | 23    | +50.902        | 15       | 8    |
| 9                                    | 127 | Robbin Harms       | Honda CBR600RR      | 23    | +56.653        | 10       | 7    |
| 10                                   | 99  | Fabien Foret       | Kawasaki ZX-6R      | 23    | +1:01.495      | 7        | 6    |
| 11                                   | 51  | Michele Pirro      | Honda CBR600RR      | 23    | +1:06.573      | 8        | 5    |
| 12                                   | 117 | Miguel Praia       | Honda CBR600RR      | 23    | +1:18.142      | 14       | 4    |
| Ret                                  | 33  | Paola Cazzola      | Honda CBR600RR      | 10    | Műszaki hiba   | 19       |      |
| Ret                                  | 40  | Jason DiSalvo      | Triumph Daytona 675 | 5     | Kicsúszás      | 9        |      |
| Ret                                  | 37  | Fudzsivara Kacuaki | Kawasaki ZX-6R      | 2     | Baleset        | 4        |      |
| Ret                                  | 8   | Bastien Chesaux    | Honda CBR600RR      | 2     | Baleset        | 17       |      |
| Ret                                  | 55  | Massimo Roccoli    | Honda CBR600RR      | 1     | Baleset        | 11       |      |
| Ret                                  | 9   | Danilo Dell'Omo    | Honda CBR600RR      | 1     | Kicsúszás      | 18       |      |
| Ret                                  | 85  | Alessio Palumbo    | Kawasaki ZX-6R      | 0     | Baleset        | 16       |      |
| DNQ                                  | 24  | Eduard Blohin      | Yamaha YZF R6       |       |                |          |      |
| Hivatalos Supersport versenyjelentés |     |                    |                     |       |                |          |      |